# 李延寿
李 延寿（り えんじゅ、生没年不詳）は、唐の歴史家。字は遐齢。本貫は隴西郡狄道県（現在の甘粛省定西市臨洮県）。代々相州に住んだ。高祖父は李虔。曾祖父は李曉。祖父は李仲挙。父は李大師。叔父は李行師。
李延寿の父の李大師は、隋末に竇建徳に仕えて礼部侍郎となり、竇建徳の滅亡後に会州に流されたが、後に赦された。李大師は編年体の南北朝通史の執筆を構想して、編纂を開始していたが、志半ばで628年に死去した。李延寿は父の未成の南北朝通史を引き継ぎ、16年かけて『南史』80巻、『北史』100巻を完成させた。659年に正史として公認された。
李延寿は、唐の太宗に仕えて、太子典膳丞・崇文館学士を務めた。『隋書』や『晋書』の編纂に参与して、御史台主簿となり、直国史を兼職した。最後は符璽郎に任ぜられ、修国史を兼任して、まもなく死去した。他に『太宗政典』30巻があった。

## 伝記資料
- 『旧唐書』巻73 列伝第23
- 『新唐書』巻102 列伝第27